# Косово и Метохија: историја и идеологија
Косово и Метохија : историја и идеологија је стручна монографија Душана Т. Батаковића, објављена 1998. године у издању Хришћанске мисли и Хиландарског фонда из Београда и Задужбине "Николаја Велимировића и Јустина Поповића", Србиње и Универзитетског образованог православног богослова из Ваљева.

## О аутору
Душан Т. Батаковић (1957 - 2017) је био историчар и дипломата, директор Балканолошког института САНУ, некадашњи амбасадор у Грчкој, Канади и Француској, саветник председника Србије, члан Државног преговарачког тима о будућем статусу Косова и Метохије, шеф делегације Србије при Међународном суду правде у Хагу. Био је члан Светске академије уметности и науке, са седиштем у Цириху, потпредседник светске Асоцијације за балканолошке студије са седиштем у Букурешту, председник Националног комитета AIESEE за Србију.
Завршио је студије историје на Филозофском факултету 1982. и магистрирао 1988, а докторирао је 1996. године на Сорбони у Паризу. Батаковић је аутор, коаутор и приређивач двадесетак књига и преко 170 чланака и студија на српском, француском и енглеском језику. Књиге су му превођене на руски, румунски, корејски и албански језик. За заслуге у научном раду одликован је француским орденом Академске палме у рангу официра (2010).

## О књизи
Књига студија и чланака сабраних у књизи Косово и Метохија : историја и идеологија није у намери, која је, распрострањена пракса у балканским историографијама – да се, историјском аргументацијом, легитимизује одређено национално становиште или поткрепе територијалне или државне претензије. Намера Душана Т. Батаковића је била да се посредством анализе одређених историјских феномена утиче на критичко сагледавање прошлости, која је, како је то наглашавало „предсобље садашњости”. Образовна функција научног штива би требало да има одговарајућег одјека код заинтересованог читатељства, посвећену односу историјског и идеолошког, суду јавности.